# Vitrine

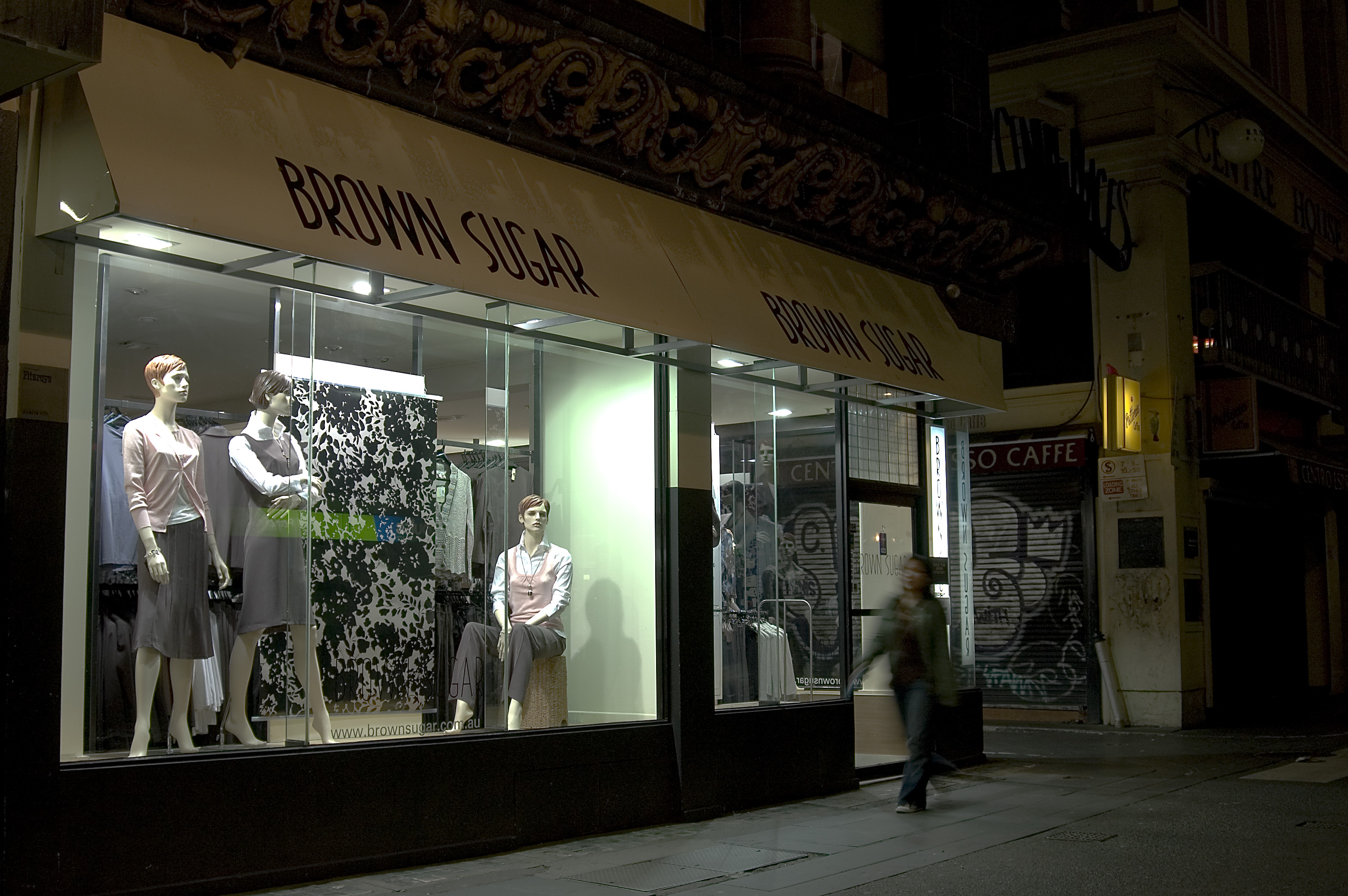
Vitrina em Melbourne.

Uma vitrine, vitrina (português brasileiro) ou montra (português europeu) (do francês vitrine e montre) é um espaço envidraçado dentro de uma loja, onde são dispostos produtos para venda de tal forma que possam ser vistos da rua pelos transeuntes. Elas são a interface entre a loja e o consumidor, sendo geralmente a responsável pela primeira impressão que o público tem dos produtos. Sua função não se limita a expor os produtos, mas também a de ajudar a construir a comunicação conceitual e a identidade da loja.

## Origem das Vitrines
A exposição de mercadorias tem origem na Mesopotâmia e no Egito. Mas essa exposição era feita de forma bastante rudimentar. Foi com os mercadores árabes que a exibição das mercadorias vem a ser mais cuidadosa e elaborada, com uma melhor apresentação sobre tecidos, e classificadas sob alguns critérios em comum, como cores e tipos dos produtos.
Na Europa, a tradição surge com as vitrines seculares, razão pela qual se diz que o berço do vitrinismo é europeu. Modernamente, com a milionária indústria de marketing americana, as vitrines finalmente ganharam grande importância, uma vez que exercem forte influência nas decisões de compra.
O vitrinismo de loja é uma atividade ainda relativamente nova no Brasil, mas que vem ganhando cada vez mais atenção das empresas, principalmente porque pesquisas têm comprovado a importância de se elaborar vitrines de forma mais apropriada. O resultado disso se traduz em mais vendas para as lojas.

## Visual Merchandising
Como elemento conceitual do marketing, a vitrine se relaciona com o visual merchandising. Visual merchandising é a área de estudo do marketing responsável pela promoção do produto no ponto de venda.
Vale dizer que a vitrine é um recurso importante do visual merchandising.
No varejo da moda e vestuário, as vitrines estão geralmente acompanhadas por outros importantes recursos, como os manequins. Com os manequins, as vitrines criam um forte apelo visual que chama atenção do público potencial e estimula o desejo dos consumidores.
Os vitrinistas de loja são os profissionais responsáveis pela elaboração, montagem e decoração das vitrines. O resultado dos trabalhos dos vitrinistas faz com que as vitrines sejam fortes indutoras do comportamento de compra dos clientes.